# DSA-466
La DSA-466 es una carretera perteneciente a la Red Secundaria de la Diputación Provincial de Salamanca que une la  CL-517  con la localidad de Sobradillo.

## Origen y Destino
La carretera  DSA-466  tiene su origen en Hinojosa de Duero en la intersección con la carretera  CL-517 , y termina en el casco urbano de Sobradillo, en la intersección con la carretera  DSA-464  formando parte de la Red de carreteras de Salamanca.